# جيوتي أمجي
جيوتي أمجي مواليد 16 ديسمبر 1993 في ناغبور، ماهاراشترا، الهند، هي ممثلة هندية. طالت الهندية «جيوتي أمجي» النجوم بيديها على الرغم من قصرها الشديد، بعدما حطمت رقم بريجيت القياسي ببلوغها سن الـ 18 عاماً بطول بلغ 64 سم لتتفوق بذلك على الأمريكية بريجيت جوردان التي بلغ طولها 69.5 سم. وتعد «أمجي» أصغر مراهقة حجماً في العالم، حيث لا يتعدى طولها الـ 64سم وهي بمثابة طفل عمره سنتين فقط ووزنها 5 كيلوجرام فقط.

## وصلات خارجية
- جيوتي أمجي على موقع IMDb (الإنجليزية)
- جيوتي أمجي على موقع ألو سيني (الفرنسية)
- جيوتي أمجي على موقع قاعدة بيانات الفيلم (الإنجليزية)
- جيوتي أمجي على موقع كينوبويسك (الروسية)

| سبقه بريجيت جوردن | أقصر امرأة في العالم حسب موسوعة غينيس للأرقام القياسية منذ ديسمبر 2011 | تبعه |